# تأثير فون ريستورف
يتنبأ تأثير فون ريستورف، المعروف أيضًا باسم "تأثير العزلة"، أنه عند تقديم محفزات متجانسة متعددة، من المرجح أن يتم تذكر الحافز الذي يختلف عن البقية. صاغ النظرية الطبيب النفسي الألماني وطب الأطفال هيدفيغ فون ريستورف (1906-1962)، الذي وجد، في دراسة أجريت عام 1933، أنه عندما عُرض على المشاركين قائمة بالمواد المتشابهة بشكل قاطع. تم تحسين العنصر.
استخدمت الدراسة نموذج العزلة الذي يشير إلى خاصية مميزة. يمكن أن ينتج هذا التمييز، الذي يؤدي إلى تأثير فون ريستورف، من مغزى أو الطبيعة الفيزيائية للحافز بطريقة ما، مثل الحجم والشكل واللون والتباعد والتسطير.

## أمثلة
على سبيل المثال، إذا قام شخص ما بفحص قائمة تسوق بها عنصر واحد مظلل باللون الأخضر الفاتح، فسيكون أكثر احتمالًا لتذكر العنصر المميز أكثر من أي عنصر آخر. بالإضافة إلى ذلك، في قائمة الكلمات التالية - مكتب، كرسي، سرير، طاولة، سنجاب، خزانة، براز، أريكة - سوف يتم تذكر كلمة السنجاب بشكل كبير لأنها تبرز مقارنًة مع الكلمات الأخرى بمعناها.

## تفسير
هناك نظريات مختلفة مقترحة لشرح الأداء المتزايد للعناصر المعزولة. تشير فرضية الوقت الإجمالي إلى أن العناصر المعزولة يتم اختبارها لفترة أطول في الذاكرة العاملة مقارنة بالعناصر غير المعزولة. يقدم نهج آخر أن الموضوعات يمكن أن تعتبر العناصر المعزولة في فئة خاصة بهم في مهمة التذكر الحر، مما يجعلها أسهل في التذكر. يستند تفسير منفصل إلى تحليل المعالجة العميقة لأوجه التشابه والاختلاف بين العناصر. يدور النقاش حول ما إذا كانت الأهمية المدركة والإدراك التفاضلي ضروريين لتحقيق هذا التأثير. ترى النظرية الحديثة أن عدم تناسق السياق للعزلة هو ما يؤدي إلى الاهتمام التفاضلي بهذا العنصر. بناءً على هذا الافتراض، لن يكون من المتوقع حدوث تأثير للعزلة إذا تم تقديم العنصر المعزول قبل سياق متسق، وهي نظرية تتعارض مع نتائج فون ريستورف.
أظهرت البيانات التجريبية وجود علاقة قوية بين تأثير فون ريستورف ومقاييس الإمكانات المتعلقة بالحدث في الدماغ. على وجه التحديد، أظهرت الأدلة أن التعرض لعناصر جديدة أو معزولة في قائمة للإسترجاع المجاني يولد امكانات متعلقة بالحدث بسعة أكبر وأن هذه السعة بدورها تتنبأ باحتمالية أكبر للتذكر المستقبلي والتعرف الأسرع على العناصر.

## العمر
كانت هناك العديد من الدراسات التي تثبت وتؤكد تأثير فون ريستورف في الأطفال والشباب. و وجدت دراسة أخرى أن الطلاب في سن الكلية أدوا أداءً جيدًا عند محاولة تذكر عنصر بارز في قائمة أثناء مهمة الذاكرة المباشرة، في حين أن الأفراد المسنين لم يتذكروها جيدًا، مما يشير إلى وجود اختلاف في معالجة استراتيجيات بين الفئات العمرية.
في دراسة أخرى، على الرغم من أن تأثير فون ريستورف كبير تم إنتاجه بين كلتا الفئتين العمريتين عند معالجة لون الخط، فقد وجد أنه أصغر في البالغين الأكبر من الأصغر سناً. يشير هذا أيضًا إلى أن كبار السن يعرضون مزايا أقل للحصول على معلومات مميزة مقارنة بالأشخاص الأصغر سناً.